# Boophis goudotii
Boophis goudotii is een kikker uit de familie gouden kikkers (Mantellidae). De soort werd voor het eerst wetenschappelijk beschreven door Johann Jakob von Tschudi in 1838. De soort behoort tot het geslacht Boophis. De soortaanduiding goudotii is een eerbetoon aan Jules Prosper Goudot.

## Leefgebied
De kikker is endemisch in Madagaskar. De soort verspreidt zich van het westen tot het noordelijke deel van het eiland, zo ook in Tsaratanana. De soort leeft op een hoogte van 900 tot 2200 meter boven zeeniveau.

## Beschrijving
Het mannetje is gemiddeld 50 tot 70 millimeter lang en het vrouwtje 75 tot 87 millimeter. De bovenzijde varieert van bijna zwart tot geel met zwarte vlekken. De huid is korrelig bij mannen tijdens het broedseizoen en glad bij vrouwen.

## Synoniemen
- Boophis flavoguttatus (Ahl, 1929)
- Boophis hyloides (Ahl, 1929)
- Boophis kanbergi (Ahl, 1929)
- Boophis untersteini (Ahl, 1928)
- Elophila goudotii (Tschudi, 1838)
- Hyla goudotii (Tschudi, 1838)
- Polypedates goudotii (Tschudi, 1838)
- Rhacophorus untersteini Ahl, 1928
- Rhacophorus callichromus Ahl, 1928
- Rhacophorus fasciolatus Ahl, 1929
- Rhacophorus flavoguttatus Ahl, 1929
- Rhacophorus goudoti (Tschudi, 1838)
- Rhacophorus hyloides Ahl, 1929
- Rhacophorus kanbergi Ahl, 1929